# Macrolycus hyugaensis
Macrolycus hyugaensis is een keversoort uit de familie netschildkevers (Lycidae). De wetenschappelijke naam van de soort werd in 1994 gepubliceerd door Takehiko Nakane.